# Vito Corleone
Vito Corleone (født Vito Andolini) er en fiktiv karakter i Mario Puzos roman The Godfather fra 1969 og i de første to Francis Ford Coppolas filmtrilogi. Vito blev oprindeligt spillet af Marlon Brando i filmen The Godfather (1972), og senere af Oreste Baldini som dreng og af Robert De Niro som ung mand i The Godfather Part II (1974). Han er en forældreløs siciliansk immigrant der opbygger et amerikansk mafiaemperie.
Han og hans kone Carmela har fire børn: Santino ("Sonny"), Frederico ("Fredo") og Michael ("Mike"), og en datter, Constanzia ("Connie"). Vito adopterer Sonnys ven Tom Hagen uformelt, og Hagen bliver hans advokat og consigliere. Ved Vitos død efterfølger Michæl ham som Don i Corleone-familien.
Vito styrer forbryderempiriets aktiviteter inden for gambling, alkohol smugling, prostitution og korruption i fagforeningerne, men han er kendt for at være en venlig og generøs mand, der lever sit liv efter et strikt moralsk kodeks med loyalitet overfor sine venner, men først og fremmest for sin familie. Han er også kendt som en gammeldags mand, der kræver respekt i henhold til hans status; selv hans tætteste vender omtaler ham som "Godfather" (gudfar) eller "Don Corleone" frem for "Vito".
Vito Corleone er baseret på en blanding af en række mafia-personer i New York City fra midten af 1900-tallet; Carlo Gambino, Frank Costello, Joe Bonanno, og Joe Profaci.